# ZF Wabco Hannover

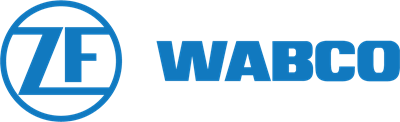
ZF Wabco Logo

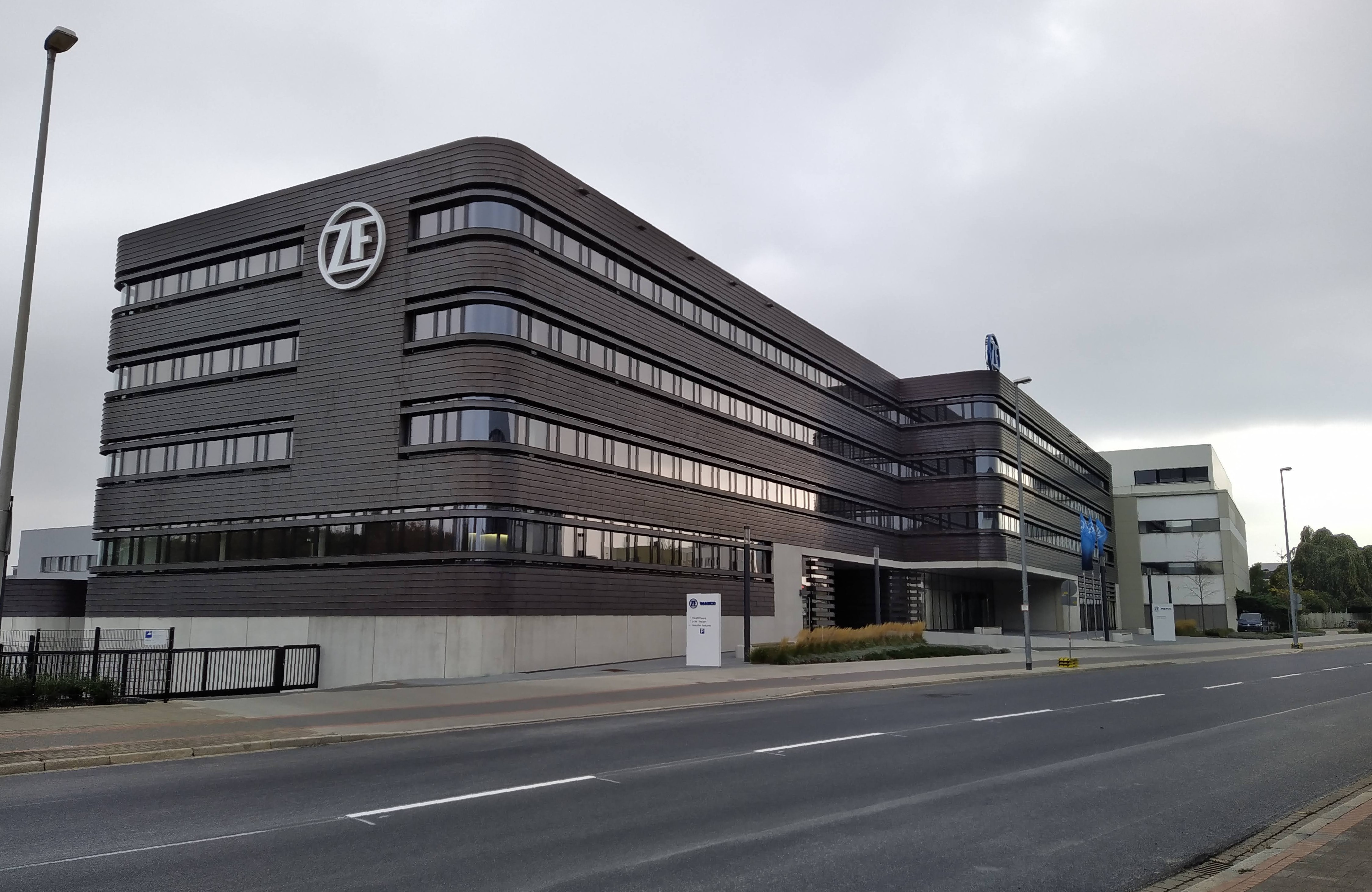
Werk ZF Wabco Hannover

ZF-Wabco Hannover  entwickelt und produziert mit 2800 Beschäftigten Brems- und Fahrzeugregelungssysteme für Nutzfahrzeuge. Gesellschaftsrechtlich gehört der Standort zu ZF Friedrichshafen, der Markenname WABCO wird jedoch weiter verwendet.

## Geschichte
Im Jahr 1884 wurde in Hannover eine Niederlassung der US-amerikanischen Westinghouse Break Company (Pittsburgh) gegründet. Bis 1888 wurden ausschließlich Brems- und Steuerungssysteme für den deutschen Eisenbahnmarkt vertrieben, die in den englischen Fabriken von Westinghouse produziert wurden. Ab 1888 wurde die Produktion und der Vertrieb am Goetheplatz in Hannover weiter ausgebaut.
Im Jahr 1900 wurde dort ein imposantes Verwaltungsgebäude der Westinghouse Bremsen-Gesellschaft mbH in der Lenaustraße Ecke Braunstraße am Goetheplatz eingeweiht; das Gebäude ist nicht erhalten, heute steht dort die berufsbildende Schule BBS 6.
Die Belegschaft stieg bis 1914 auf ca. 300 Beschäftigte an. Im Jahr 1912 wurde die Niederlassung der Westinghouse Break Company zur Westinghouse Bremsen Gesellschaft mbH umfirmiert. 1922 wurde ein Zweigwerk in Gronau an der Leine gegründet. Im Rahmen einer Marktaufteilung des globalen Eisenbahnbremsen-Marktes wurde der Standort Hannover von 1923 bis 1932 an die Knorr-Bremsen AG  verpachtet, was zu einem drastischen Arbeitsplatzabbau in Hannover führte. In diese Zeit fielen die Entwicklung sowie die ersten Einsätze von Druckluftbremsen für Straßenfahrzeuge.
Nach Ablauf des Pachtvertrages waren am Standort Hannover lediglich 10 Menschen beschäftigt. Die Weichen wurden nun verstärkt in Richtung von Bremssystemen für Straßenfahrzeuge gestellt; die ersten Kunden waren Büssing und Mercedes-Benz. 1943 wurde die Verwaltung am Goetheplatz durch Bombenangriffe zu 100 % zerstört, das Werk zu 60 %.
Kurze Zeit nach der Befreiung vom Faschismus im Jahr 1945 wurden Pläne zum Wiederaufbau des Werkes vorgestellt. Im Jahr 1946 wurden ein Umsatz von 2,8 Millionen Reichsmark mit ca. 110 Beschäftigten erzielt. Zu der Zeit gab es bereits einen Betriebsrat. Nach dem Bode-Panzer-Streik im Jahr 1946 um die Mitbestimmungsrechte wurde in Zusammenarbeit mit der IG Metall am 8. Januar 1947 auch bei der Westinghouse Brems GmbH eine Betriebsvereinbarung über die Mitbestimmungsrechte des Betriebsrates vereinbart. Danach hatte der Betriebsrat u. a. bei folgenden Angelegenheiten mitzubestimmen: Einstellung, Entlassungen, Festlegung des Produktionsprogramms sowie Erweiterung, Einschränkung und Stilllegung des Betriebes. Die Belegschaft ist seit 1946 bis heute in der IG Metall organisiert. Das Unternehmen ist Mitglied im Verband der Metallindustriellen Niedersachsen und wendet die Flächentarifverträge für die niedersächsische Metallindustrie an.
Im Jahr 1953 hatte Westinghouse bereits 986 Beschäftigte, die einen Umsatz von 13,2 Millionen D-Mark erzielten. Da die Produktionshallen am Goetheplatz nicht erweitert werden konnten, wurde bis Ende 1954 in Hannover-Linden ein neuer Standort an der Kreuzung Fössestrasse und Am Lindener Hafen eröffnet, der bis heute (2025) existiert. Dort waren 1494 Beschäftigte tätig, die einen Umsatz von 32 Millionen D-Mark erzielten. 1964 erfolgte eine Umfirmierung in Westinghouse Bremsen und Apparatebau GmbH.
1971 wurde am Bartweg in Hannover-Linden das Westinghouse Werk II errichtet, in dem pneumatische Steuerungen gefertigt werden. Dieser Bereich wurde 1979 als Wabco Steuerungstechnik GmbH & Co. KG ausgegliedert und 1989 an die Mannesmann-Rexroth GmbH veräußert. Diese Firma wurde 2001 an Bosch und 2014 an Aventics verkauft. 2019 übernahm Emerson den gesamten Aventics-Konzern.
Nach mehreren Umfirmierungen wurde im Jahr 1978 das Unternehmen in WABCO Fahrzeugbremsen GmbH umbenannt. Der Umsatz betrug 484 Millionen D-Mark bei 2200 Beschäftigten. Es erfolgten weitere Namensänderungen bzw. Umfirmierungen bis im Jahr 1994 der Standort den Namen Wabco GmbH erhielt. In der Finanz- und Wirtschaftskrise 2008/2009 kam es zu Umsatzeinbrüchen von ca. 53 %. Die ursprüngliche geplanten 600 Entlassungen konnten durch den Betriebsrat und die IG Metall verhindert werden. 2015 wurde beschlossen, für 27 Millionen US-Dollar einen neues Entwicklungs- und Innovationszentrum am Standort zu bauen, das wenige Jahre danach eingeweiht wurde.

## Situation seit 2020
Im Jahr 2020 wurde WABCO an den ZF-Konzern aus Friedrichshafen in Form eines Aktienkaufs im Wert ca. 7 Milliarden Euro verkauft. Der Betrieb in Hannover ist eine Tochtergesellschaft des ZF-Konzerns und Teil der Division Commercial Vehicle Solutions: ZF CV Systems Hannover GmbH. Da der Markenname WABCO für die Bremssysteme erhalten bleibt, wird teilweise  auch die Bezeichnung ZF-Wabco verwendet. Der Verkauf an ZF wurde von der IG Metall und dem Betriebsrat ausdrücklich begrüßt, da damit die zukünftige Entwicklung des Standortes und  die Arbeitsplätze gesichert seien. Im Januar 2021 wurde in Zusammenarbeit mit dem Betriebsrat dazu ein Zukunftstarifvertrag zwischen der IG Metall und der Geschäftsführung abgeschlossen.
Im Juni 2022 waren am Standort Hannover ca. 2800 Menschen beschäftigt, davon ca. 1100 im Produktionsbereich, ca. 800 im Bereich Engineering und ca. 900 in anderen Bereichen. Schwerpunkt der Entwicklung und Produktion sind weiterhin elektronische Bremssysteme und Fahrzeugregelungssysteme für Lkw und Busse.
Neben dem Standort Hannover umfasst die ZF-Division Commercial Vehicle Solutions in Deutschland die Standorte Gronau an der Leine (260 Beschäftigte) und Mannheim (340 Beschäftigte). Weltweit umfasst die Division 61 Standorte mit insgesamt 30.000 Beschäftigten in 28 Ländern.